# Казальволоне
Казальволоне (італ. Casalvolone, п'єм. Casalvlon) — муніципалітет в Італії, у регіоні П'ємонт,  провінція Новара.
Казальволоне розташоване на відстані близько 510 км на північний захід від Рима, 75 км на північний схід від Турина, 13 км на південний захід від Новари.
Населення — 868 осіб (2014).
Щорічний фестиваль відбувається 29 червня. Покровитель — святий Петро Apostolo.

## Демографія
Населення за роками:

Станом на 1 січня 2023 року в муніципалітеті офіційно проживали 92 іноземці з 24 країн, серед них 9 громадян країн Євросоюзу та 1 громадянин України.

## Сусідні муніципалітети
- Борго-Верчеллі
- Казальбельтраме
- Казаліно
- Сан-Наццаро-Сезія
- Віллата